# Spondias
Spondias és un gènere de plantes que conté, segons els taxonomistes, de 17 a 79 espècies anacardiàcies. La seva distribució és als neotròpics i Àsia tropical. El seu fruit sembla poma brillant.

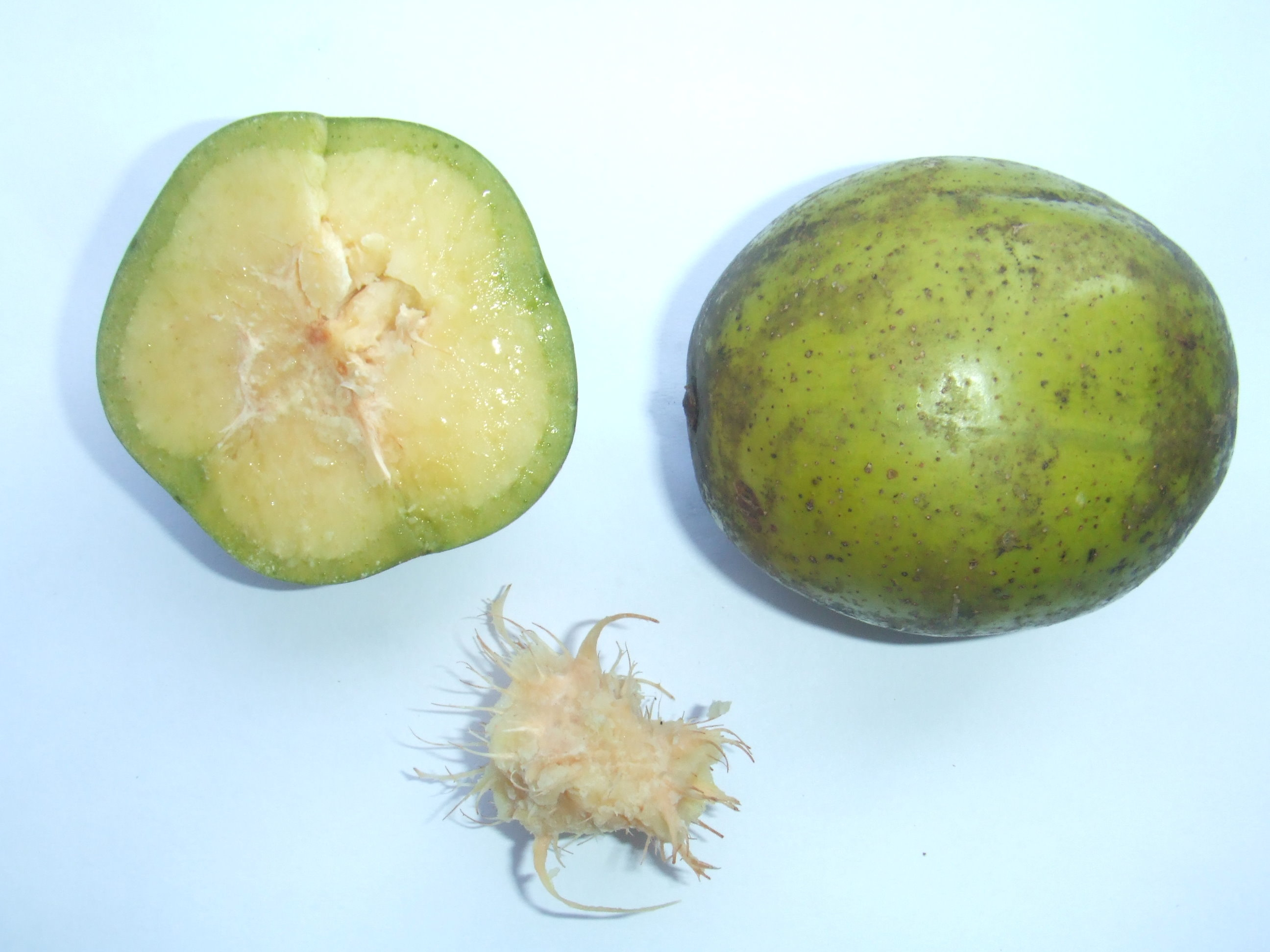
Spondias dulcis, fruit, secció i llavor

Són arbres perennifolis o caducifolis que fan fins a 25 m d'alt. les fulles es disposen en espiral i són pinnades, rarament bipinnades o enteres. El fruit és una drupa que fa 4–10 cm de llarg. Té una sola llavor.
Unes 10 espècies de Spondias donen un fruit comestible i es cultiven.

## Taxonomia
| - Spondias acida - Spondias acuminata - Spondias amara - Spondias angolensis - Spondias aurantiaca - Spondias axillaris - Spondias bipinnata - Spondias birrea - Spondias bivenomarginalis - Spondias borbonica - Spondias brasiliensis - Spondias brunea - Spondias chakoua - Spondias chinensis - Spondias cirouella - Spondias crispula - Spondias dubia - Spondias dulcis ant. Spondias cytherea - Spondias dulcis var. macrocarpa - Spondias dulcis var. mucroniserrata - Spondias edmonstonei - Spondias elliptica - Spondias falcata - Spondias fragrans - Spondias glabra - Spondias graveolens - Spondias guianensis - Spondias haplophylla - Spondias indica - Spondias jocote 'Amarillo' - Spondias klaineana - Spondias lakonensis - Spondias lakonensis var. hirsutus - Spondias laxiflora - Spondias longifolia - Spondias lucida - Spondias lutea - Spondias lutea var. glabra - Spondias lutea var. maxima - Spondias macrocarpa - Spondias macrophylla - Spondias malayana - Spondias mangifera - Spondias maxima - Spondias mexicana - Spondias microcarpa - Spondias mombin - Spondias negrosensis - Spondias nigrescens - Spondias novoguineensis - Spondias oghigee - Spondias paniculata - Spondias parviflora - Spondias petelotii - Spondias philippinensis - Spondias pinnata - Spondias pleiogyna - Spondias pseudo 'Myrobalanus' - Spondias pubescens - Spondias purpurea - Spondias purpurea var. munita - Spondias purpurea var. venulosa - Spondias radlkoferi - Spondias rohe - Spondias romblonensis - Spondias rugosa - Spondias simplicifolia - Spondias sinensis - Spondias solandri - Spondias soyauxii - Spondias surinamensis - Spondias terebinthinaceus - Spondias testudinas - Spondias testudinis - Spondias therebintoides - Spondias tonkinensis - Spondias tuberosa - Spondias venosa - Spondias venulosa - Spondias viridiflora - Spondias wirtgenii - Spondias xerophila - Spondias zanzee |